# 任忠彬
任 忠彬（イム・チュンビン、朝鮮語: 임충빈、1950年5月12日 - ）は大韓民国の軍人、教育者。陸士29期。最終階級は陸軍大将。第39代陸軍本部参謀総長。
予備役編入後、忠南大学校客員教授、平和安保大学院講師などを務めている。

## 人物
忠清南道天安郡（現在の天安市）に生まれる。1968年、城南高校を卒業後陸軍士官学校に入学。
陸士卒業後は主に捜索部隊での職を歴任し、中将進級と同時に陸軍第1軍団軍団長に就任。開城工業団地送電線の建設や地雷除去を支援した。韓国陸軍士官学校校長を経て第38代大韓民国陸軍参謀総長に就任。陸士校長から直接陸軍参謀総長への大抜擢は初のケースであった。
敬虔な仏教徒としても知られ、国軍仏教総信徒諮問委員もつとめた。退官式も鷄龍台護国寺で行われた。
予備役編入後、忠南大学校客員教授、平和安保大学院「軍事戦略」科目の講義を担当し、未来国防フォーラム議長を務めている。

## 人物像
部下に激励の手紙を送り意見を聞いて回るなど、几帳面且つ温厚篤実な性格で知られ、「徳将」との呼び声が高かった。

## 年譜
- 1973年 - 陸軍士官学校第15歩兵師団（朝鮮語版）38連隊 捜索中隊小隊長（～74年）
- 1977年 - 第1歩兵師団12連隊 第10中隊長（～78年）
- 1984年 - 第8機械化歩兵師団 捜索大隊長
- 1985年 - 東国大学校行政大学院行政修士
- 1986年 - 第3歩兵師団作戦参謀（～88年）
- 1992年 - 第32歩兵師団（朝鮮語版）98連隊長
- 1994年 - 国防部 政策調整課長
- 1998年4月 - 大統領秘書国防秘書官（～2000年10月）
- 2000年11月 - 第17歩兵師団（朝鮮語版）師団長（～2002年10月）
- 2003年5月 - 陸軍教育司令部（朝鮮語版）教育訓練省部長
- 2004年10月15日 - 中将、陸軍第1軍団軍団長
- 2006年12月5日 - 陸軍士官学校校長（～2008年3月19日）
- 2008年3月21日 - 陸軍本部参謀総長

## 栄典
- 保国勲章統一章：2009年9月20日
- 仏紀2553年仏教徒大賞：2009年5月2日[2]
- 大統領表彰：1984年